# Arquivo Eclesiástico da Arquidiocese de Mariana
O Arquivo Eclesiástico Dom Oscar de Oliveira, também conhecido como Arquivo Eclesiástico da Arquidiocese de Mariana (AEAM), fundado em 1965, é o arquivo histórico que recolhe a documentação em fase permanente da Arquidiocese de Mariana.

## Origens
Como toda paróquia, diocese e arquidiocese, a igreja matriz de Mariana teve, desde sua fundação, um arquivo destinado à guarda dos seus documentos oficiais, tanto os recebidos, quanto a cópia (na época denominada treslado) dos documentos expedidos. Inicialmente, esse arquivo era guardado na própria matriz da Vila do Ribeirão do Carmo (depois Catedral de Mariana), porém à medida em que o arquivo ia se avolumando, foi transferido para vários edifícios, entre eles a primeira residência episcopal de Mariana (o antigo Palácio do Conde de Assumar, anexo à Igreja de São Francisco de Assis), depois o Palácio da Olaria ou Palácio dos Bispos de Mariana (atual Museu da Música de Mariana), em seguida na Casa Capitular, na qual em 1962 foi instalado o Museu Arquidiocesano de Arte Sacra e, durante o episcopado de Dom Helvécio Gomes de Oliveira (1876-1960), na Igreja de São Pedro dos Clérigos.

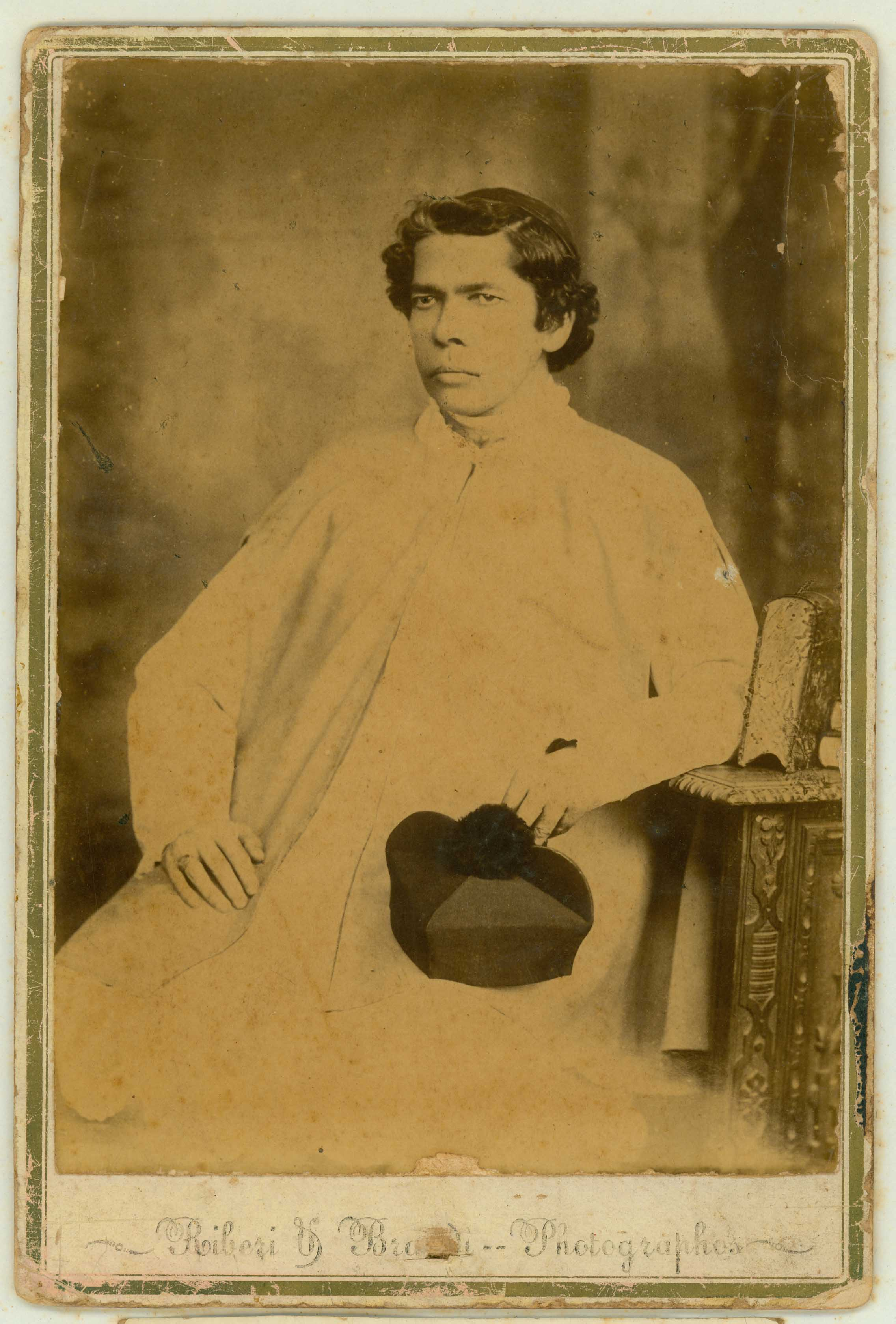
Mons. José de Sousa Telles Guimarães (1840-1903), um dos diretores do Arquivo Eclesiástico da Diocese de Mariana.

O Arquivo Eclesiástico da Diocese e, posteriormente, da Arquidiocese de Mariana, possuiu diretores próprios, eleitos entre dignitários da catedral, como foi o caso de Monsenhor José de Souza Telles Guimarães (1840-1903), conhecido por ter salvo o arquivo de um incêndio, e de Monsenhor Raimundo Otávio da Trindade (1883-1962), que o dirigiu entre 1923 e 1944, sendo o primeiro de seus diretores a dar um caráter histórico universal para o arquivo. Em 1965, Dom Oscar de Oliveira fundou o Arquivo Eclesiástico da Arquidiocese de Mariana e Monsenhor Flávio Carneiro Rodrigues (1932-), diretor desde 1989, construiu uma nova sal de consulta e ampliou o acesso público ao acervo.

## Fundação e instalações
A partir da evidenciação de sua importância, não apenas para Mariana, mas também para a Igreja Católica, para Minas Gerais e para o Brasil, o Arcebispo Dom Oscar de Oliveira fundou, em 30 de maio de 1965, o Arquivo Eclesiástico da Arquidiocese de Mariana, ainda na Igreja de São Pedro dos Clérigos, separando os documentos que já haviam adquirido caráter histórico e permanente, dos documentos em fase corrente da Cúria Arquidiocesana, conforme instruções do Código de Direito Canônico (cânones 482-491) e as recomendações arquivísticas internacionais. Os estatutos do AEAM foram aprovados em 8 de setembro de 1965, data em que a instituição passou a funcionar juridicamente. Em 1972, o Arquivo Eclesiástico da Arquidiocese de Mariana foi transferido para o recém-inaugurado edifício da Cúria Metropolitana, na esquina da Rua Direita com a Rua Dom Silvério.

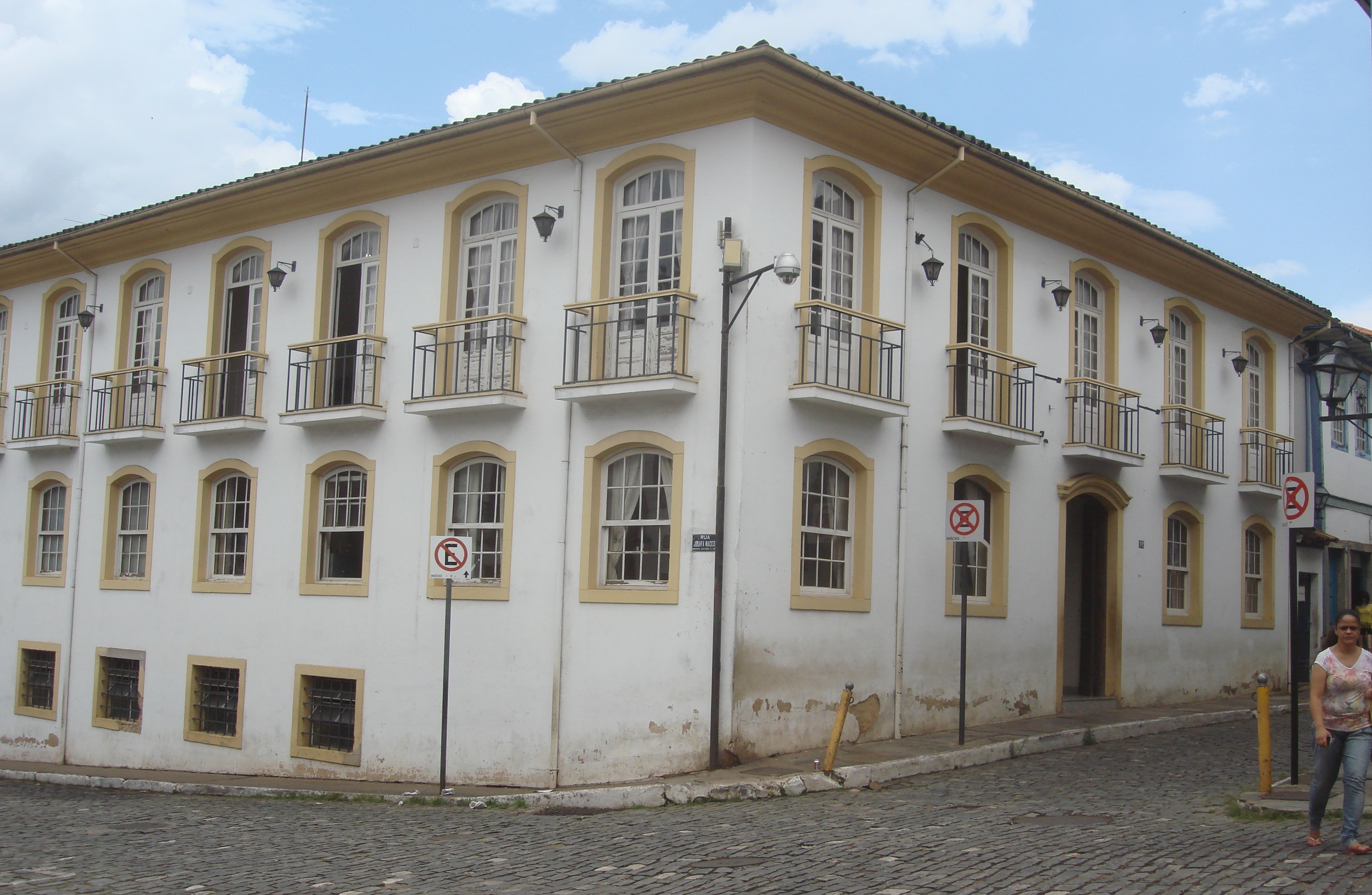
Edifício da Cúria Metropolitana de Mariana à Rua Direita, 102, primeira sede do Arquivo Eclesiástico da Arquidiocese de Mariana (1972 a 2017).

No segundo semestre de 2017 o acervo foi transferido para o Palácio Getsêmani, anexo à Igreja de São Pedro dos Clérigos, com auxílio do pessoal e equipamentos do Museu da Música de Mariana, tendo sido reaberto para consulta no início de 2018. Após a inauguração das novas instalações, em 15 de agosto de 2018, a instituição passou a ser denominada Arquivo Eclesiástico Dom Oscar de Oliveira.

## Acervo
O arquivo possui um grande número de séries documentais referente à matriz e depois à catedral de Mariana, aos bispos, às paróquias e irmandades da diocese e depois arquidiocese, como os livros de provisões, batismos, casamentos, óbitos, processos de dispensa matrimonial, processos de inquirição “de genere et moribus”, atas, inventários, receita e despesa, documentação de todos os bispos de Mariana, correspondências, recortes de jornais, documentação de irmandades (compromissos, receita e despesa, livros de entradas de irmãos, recolhimento de anuidades) e muitos outros. Desde 1973, o AEAM também abrigou o Museu da Música, transferido para a Residência Arquiepiscopal em 1988 e para o Palácio da Olaria em 2007, ocasião na qual passou a ser administrado diretamente pela Fundação Cultural e Educacional da Arquidiocese de Mariana (FUNDARQ). A documentação do AEAM é, ao mesmo tempo, abundante e rara, pois são muito poucas as arquidioceses brasileiras que preservaram documentos tão antigos e tão completos quanto estes. Boa parte da vida em Mariana, Ouro Preto e muitas outras cidades mineiras dos séculos XVIII, XIX e primeira metade do XX pode ser conhecida por meio da pesquisa nesse arquivo.

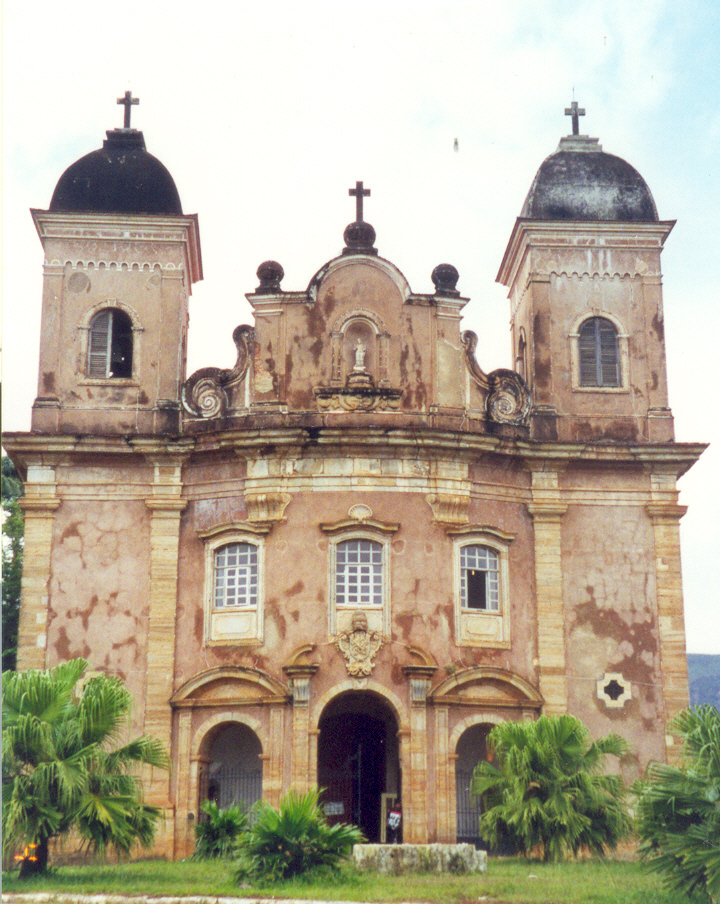
Igreja de São Pedro dos Clérigos de Mariana, em cujo anexo posterior foi inaugurado o AEAM em 1965, e para onde retornou em 2018.